# Сењ (Бузет)
Сењ (итал. Segnacco) је насељено место у унутрашњости Истарске жупаније, Република Хрватска. Административно је у саставу Града Бузета.

## Становништво
Према задњем попису становништва из 2001. године у насељу Сењ живела су 34 становника који су живели у 9 породичних домаћинстава.
Кретање броја становника по пописима 1857—2001.
| година пописа  | 1857. | 1869. | 1880. | 1890. | 1900. | 1910. | 1921. | 1931. | 1948. | 1953. | 1961. | 1971. | 1981. | 1991. | 2001. |
| бр. становника | 116   | 126   | 76    | 78    | 89    | 107   | 190   | 203   | 81    | 74    | 61    | 41    | 40    | 38    | 34    |

Напомена:У 1869., 1880., 1921. и 1931. исказано под именом Сењак, а од 1890. до 1910. под именима Сењак и Сењ. У 1857., 1869., 1921. и 1931. садржи део података за насеље Совињска Брда. У 1857., 1869. и 1890. део података садржан је у насељу Паладини, а 1921. и 1931. у насељу Врх.